# روبرت دبليو. جيبسون
روبرت دبليو. جيبسون (بالإنجليزية: Robert W. Gibson)‏ هو مهندس معماري أمريكي، ولد في 1854 في إسكس في المملكة المتحدة، وتوفي في 1927 في نيويورك في الولايات المتحدة.

## معرض صور

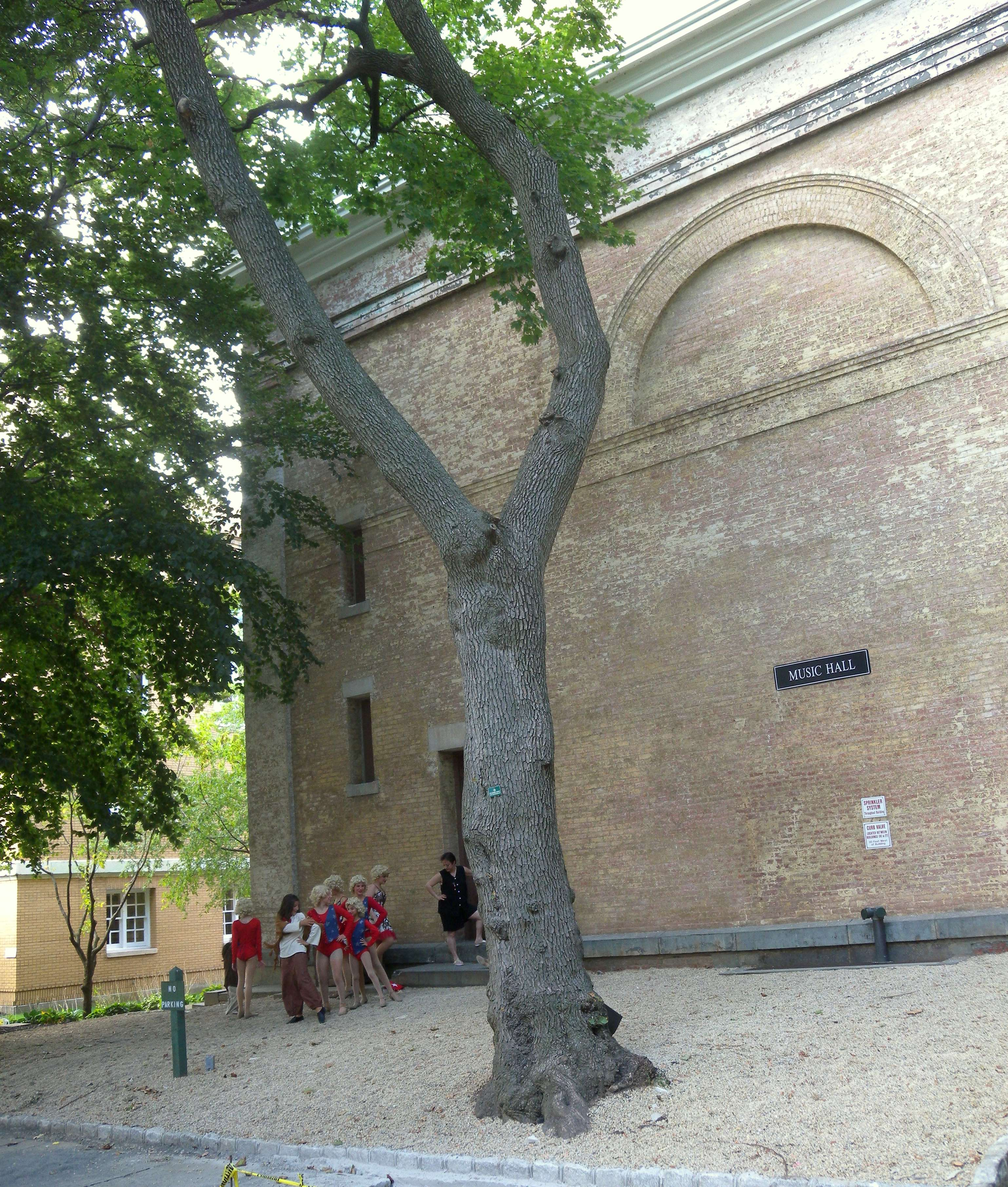
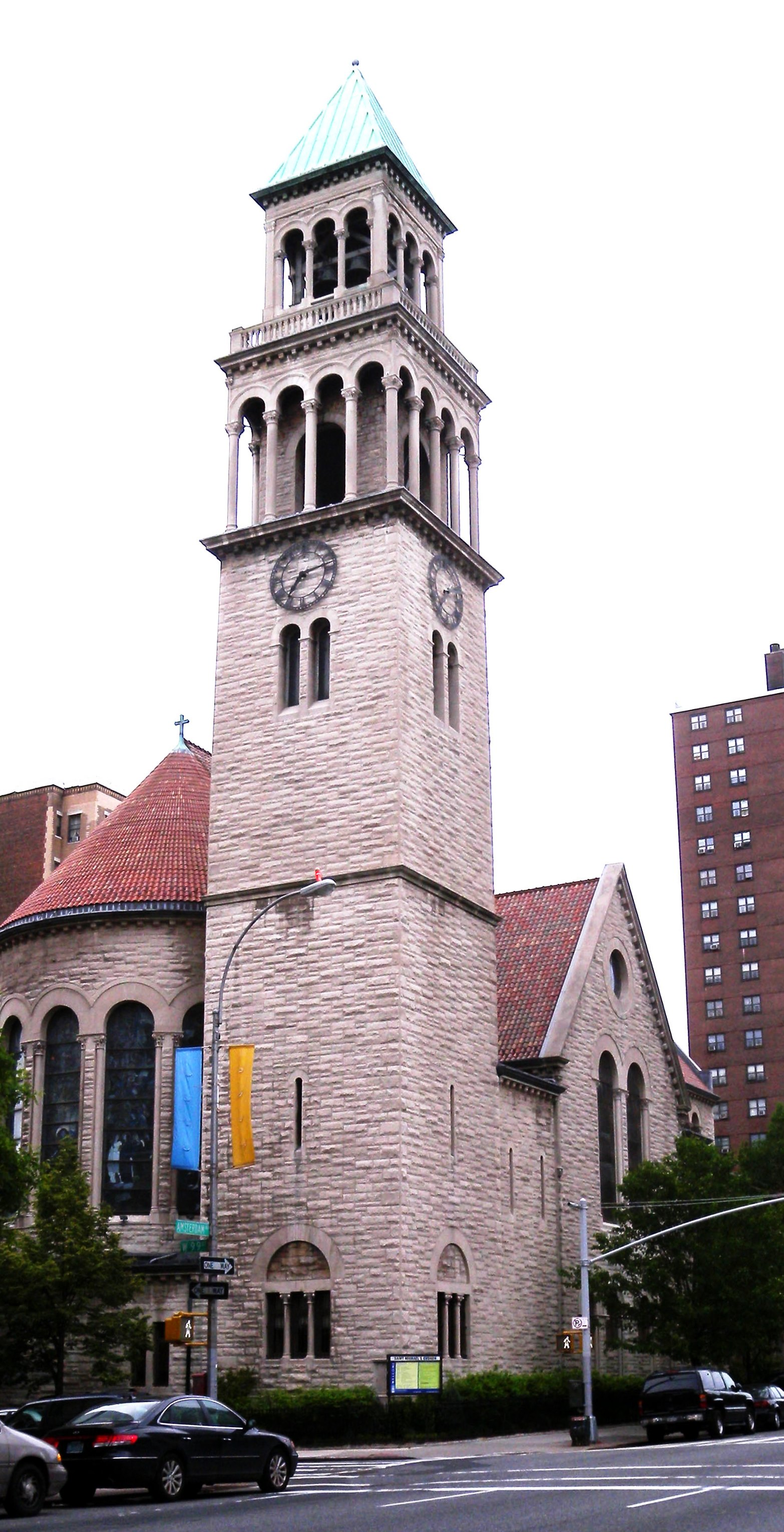
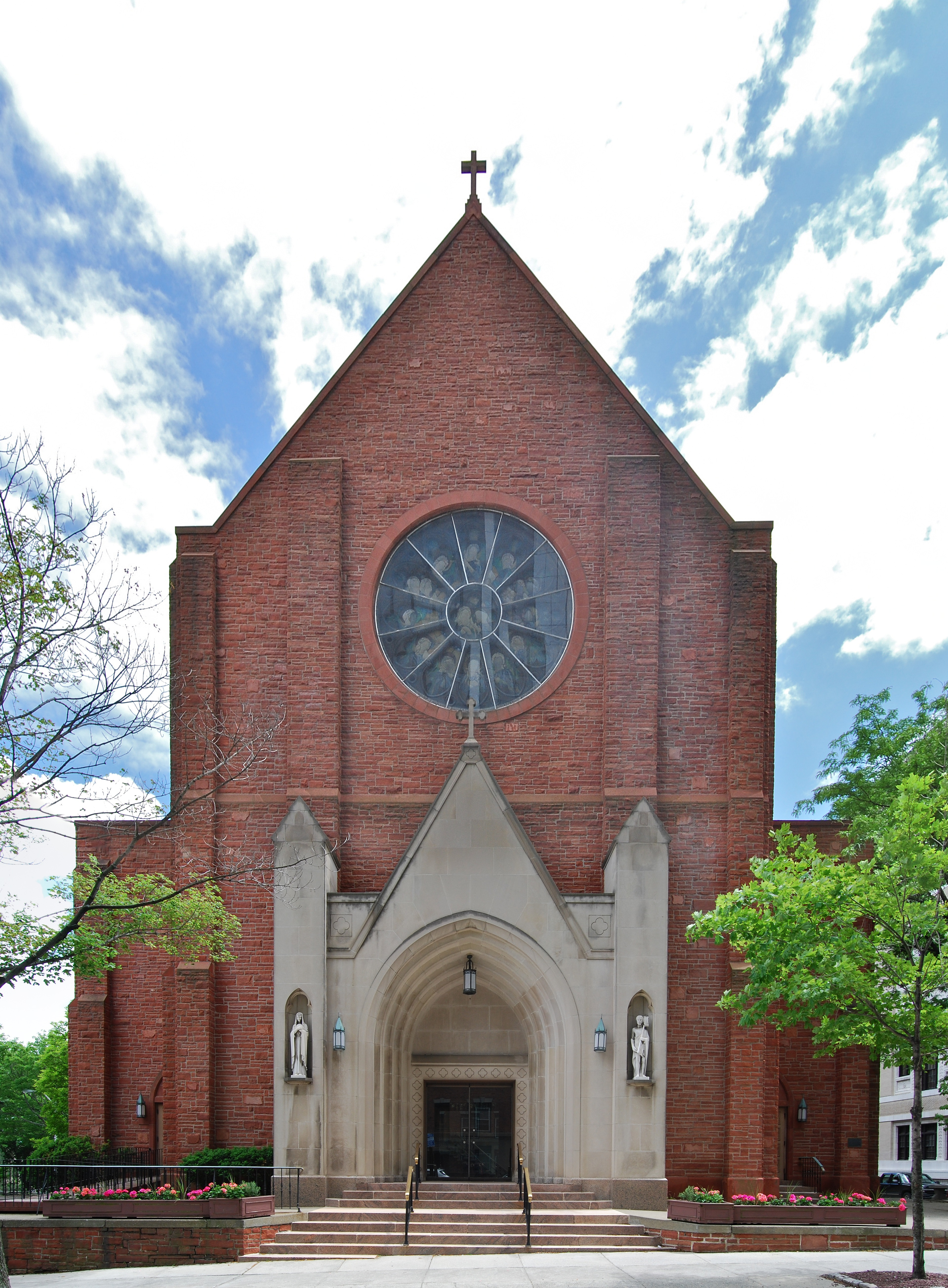
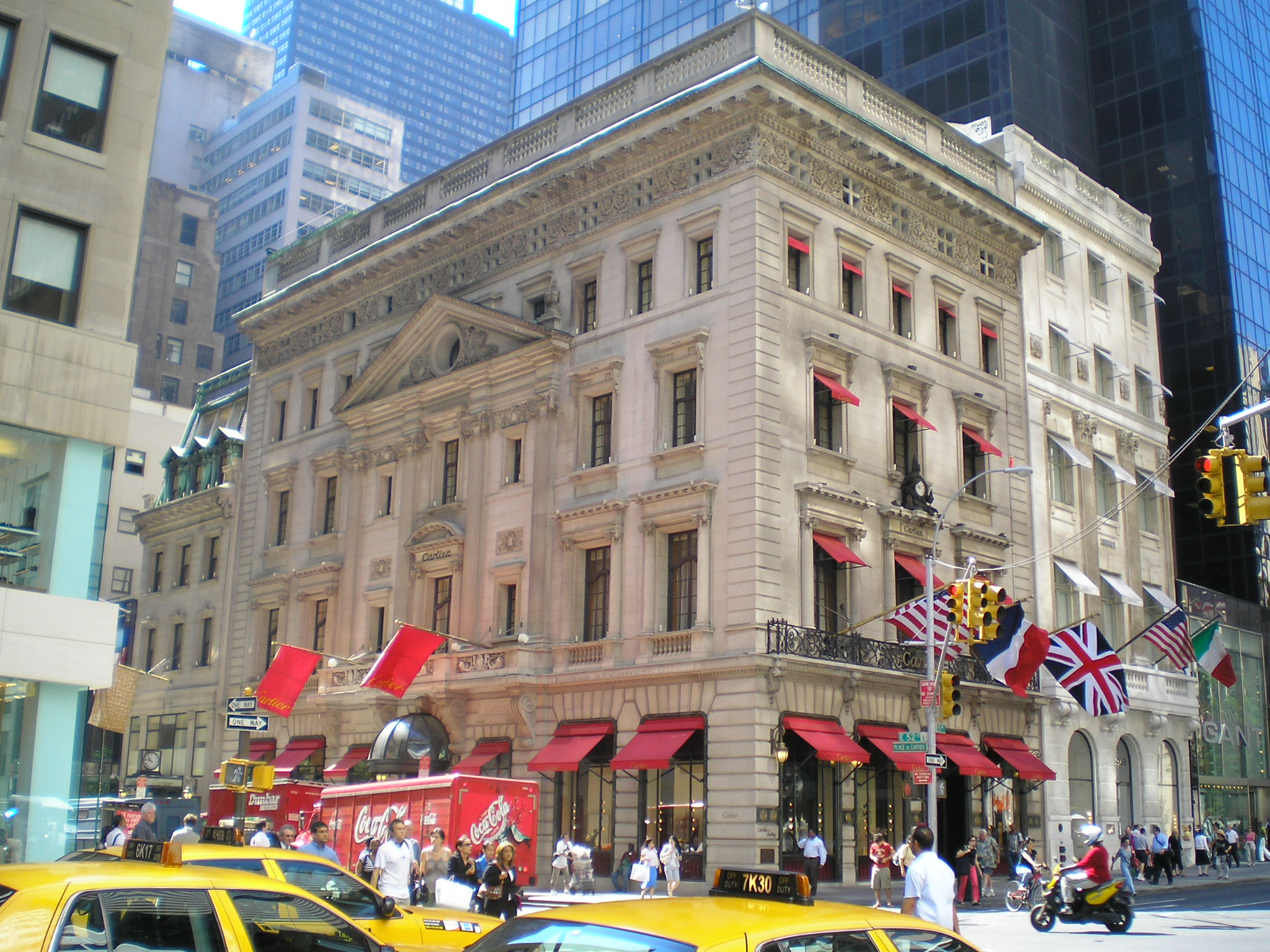
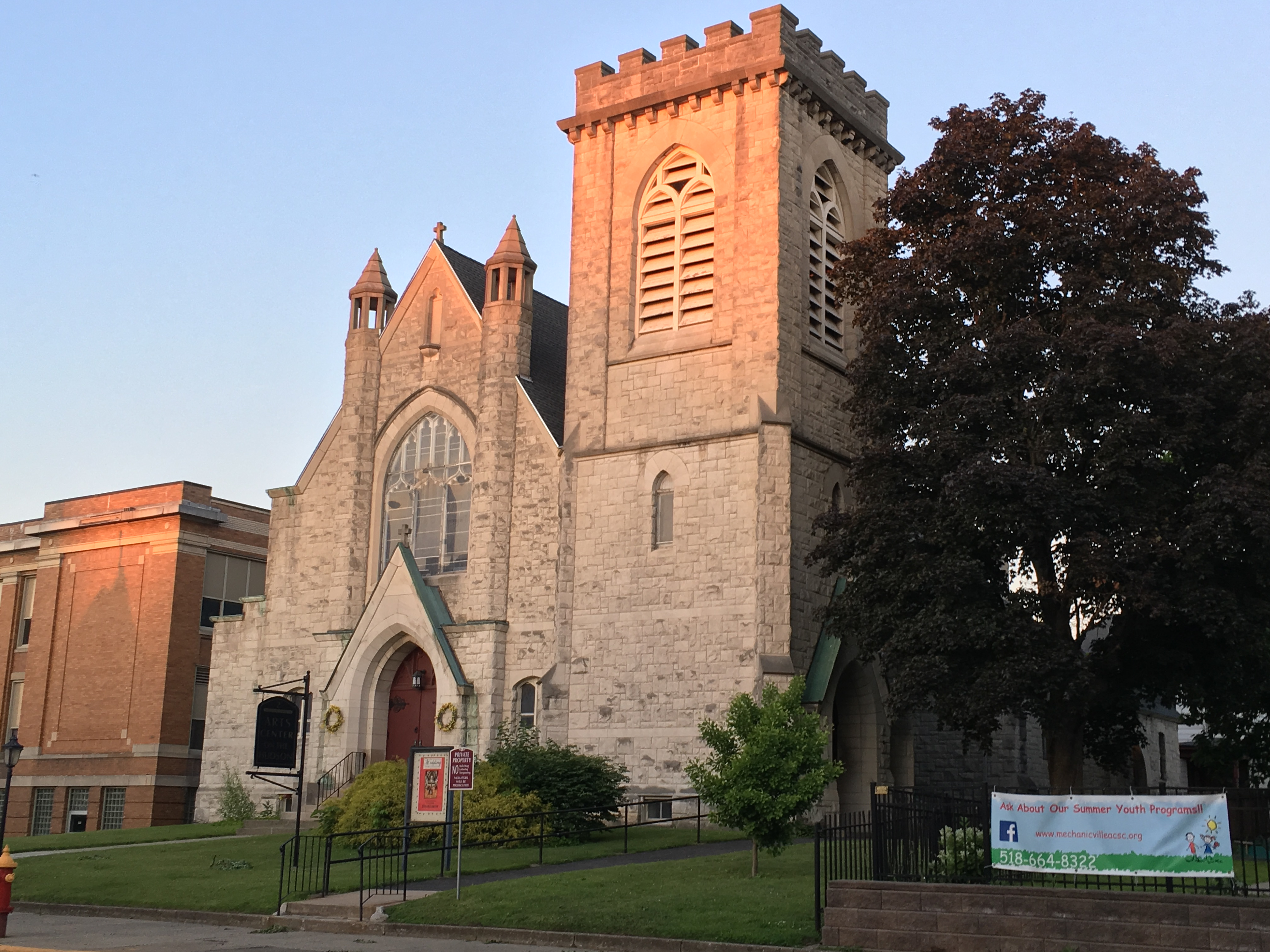
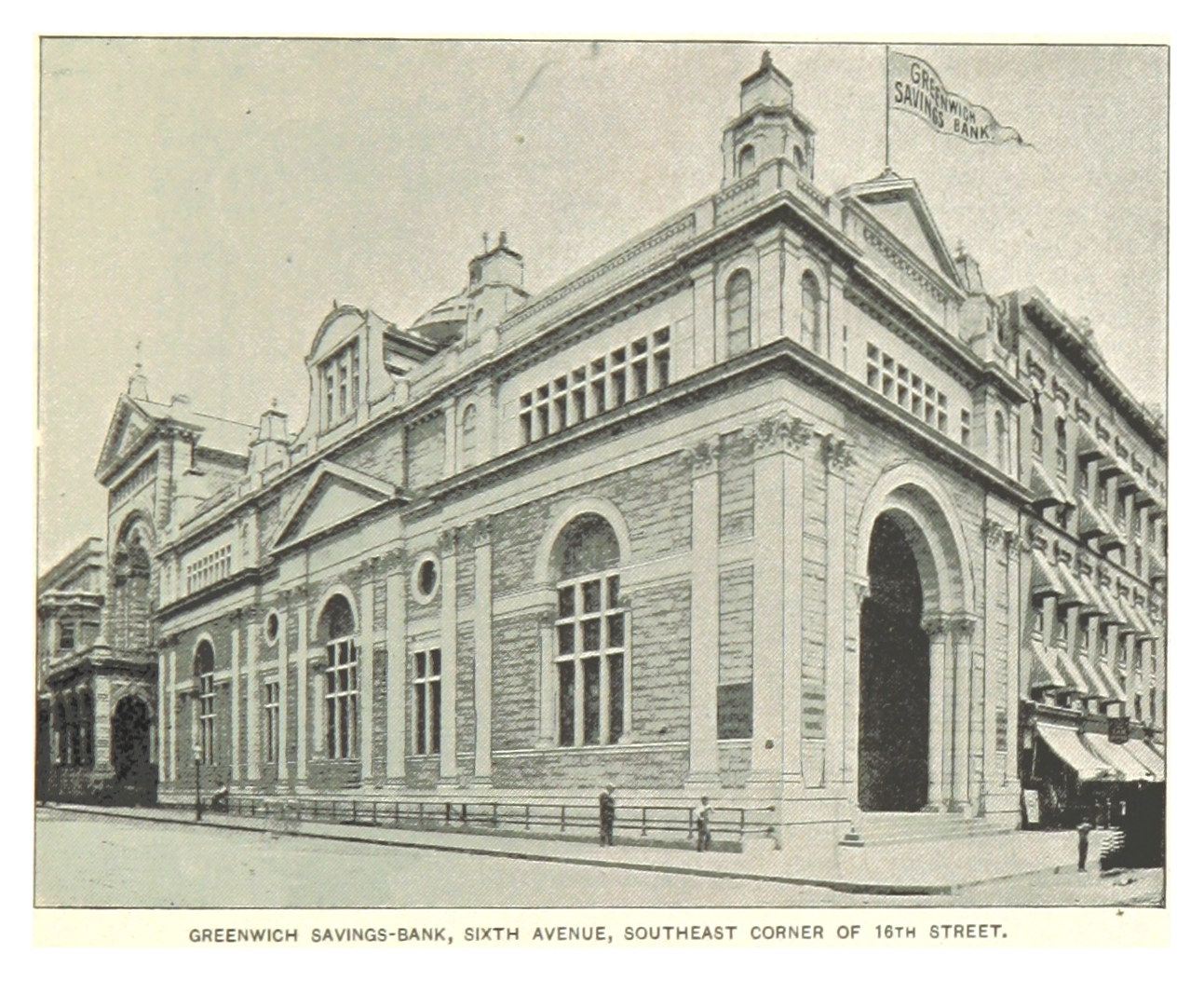